# Pelochyta neuroptera
Pelochyta neuroptera är en fjärilsart som beskrevs av Jan Sepp 1848. Pelochyta neuroptera ingår i släktet Pelochyta och familjen björnspinnare. Inga underarter finns listade i Catalogue of Life.